# Marigny-Brizay
Marigny-Brizay és un municipi francès situat al departament de la Viena i a la regió de la Nova Aquitània. L'any 2007 tenia 1.118 habitants.

## Demografia

### Població
El 2007 la població de fet de Marigny-Brizay era de 1.118 persones. Hi havia 431 famílies de les quals 82 eren unipersonals (51 homes vivint sols i 31 dones vivint soles), 161 parelles sense fills, 161 parelles amb fills i 27 famílies monoparentals amb fills.
La població ha evolucionat segons el següent gràfic:
Habitants censats

### Habitatges
El 2007 hi havia 474 habitatges, 438 eren l'habitatge principal de la família, 17 eren segones residències i 19 estaven desocupats. 467 eren cases i 6 eren apartaments. Dels 438 habitatges principals, 353 estaven ocupats pels seus propietaris, 77 estaven llogats i ocupats pels llogaters i 7 estaven cedits a títol gratuït; 1 tenia una cambra, 18 en tenien dues, 55 en tenien tres, 114 en tenien quatre i 251 en tenien cinc o més. 294 habitatges disposaven pel capbaix d'una plaça de pàrquing. A 140 habitatges hi havia un automòbil i a 275 n'hi havia dos o més.

### Piràmide de població
La piràmide de població per edats i sexe el 2009 era:
| Homes | Edats   | Dones |
| ----- | ------- | ----- |
| 0     | 95 o +  | 8     |
| 0     | 90 a 94 | 4     |
| 4     | 85 a 89 | 12    |
| 0     | 80 a 84 | 8     |
| 16    | 75 a 79 | 16    |
| 16    | 70 a 74 | 28    |
| 32    | 65 a 69 | 12    |
| 12    | 60 a 64 | 24    |
| 8     | 55 a 59 | 12    |
| 44    | 50 a 54 | 40    |
| 56    | 45 a 49 | 28    |
| 44    | 40 a 44 | 40    |
| 60    | 35 a 39 | 40    |
| 28    | 30 a 34 | 44    |
| 20    | 25 a 29 | 20    |
| 12    | 20 a 24 | 32    |
| 52    | 15 a 19 | 20    |
| 40    | 10 a 14 | 28    |
| 40    | 5 a 9   | 20    |
| 36    | 0 a 4   | 16    |

## Economia
El 2007 la població en edat de treballar era de 752 persones, 608 eren actives i 144 eren inactives. De les 608 persones actives 550 estaven ocupades (301 homes i 249 dones) i 58 estaven aturades (27 homes i 31 dones). De les 144 persones inactives 73 estaven jubilades, 37 estaven estudiant i 34 estaven classificades com a «altres inactius».

### Ingressos
El 2009 a Marigny-Brizay hi havia 447 unitats fiscals que integraven 1.154 persones, la mediana anual d'ingressos fiscals per persona era de 18.027 €.

### Activitats econòmiques
Dels 29 establiments que hi havia el 2007, 1 era d'una empresa extractiva, 1 d'una empresa alimentària, 1 d'una empresa de fabricació d'altres productes industrials, 6 d'empreses de construcció, 8 d'empreses de comerç i reparació d'automòbils, 2 d'empreses de transport, 1 d'una empresa d'hostatgeria i restauració, 1 d'una empresa financera, 1 d'una empresa immobiliària, 5 d'empreses de serveis i 2 d'empreses classificades com a «altres activitats de serveis».
Dels 12 establiments de servei als particulars que hi havia el 2009, 1 era una oficina de correu, 2 tallers de reparació d'automòbils i de material agrícola, 1 paleta, 2 lampisteries, 2 electricistes, 2 perruqueries, 1 restaurant i 1 agència immobiliària.
Dels 2 establiments comercials que hi havia el 2009, 1 era una fleca i 1 un drogueria.
L'any 2000 a Marigny-Brizay hi havia 34 explotacions agrícoles que ocupaven un total de 1.260 hectàrees.

## Equipaments sanitaris i escolars
El 2009 hi havia una escola elemental.

## Poblacions més properes
El següent diagrama mostra les poblacions més properes.